# Tomislav Draganja
Tomislav Draganja (ur. 10 sierpnia 1994 w Splicie) – chorwacki tenisista.
Jest młodszym bratem Marina Draganji, również tenisisty.

## Kariera tenisowa
Zawodowym tenisistą został w 2012 roku.
Startując w turniejach rangi ATP World Tour osiągnął finał w Umagu (2017) wspólnie ze swoim bratem.
W rankingu gry pojedynczej najwyżej był na 1145. miejscu (17 listopada 2014), a w klasyfikacji gry podwójnej na 115. pozycji (26 lutego 2018).

### Finały w turniejach ATP World Tour
| Legenda                                      |
| -------------------------------------------- |
| Wielki Szlem                                 |
| Igrzyska olimpijskie                         |
| Tennis Masters Cup / ATP Finals              |
| ATP Masters Series / ATP Tour Masters 1000   |
| ATP International Series Gold / ATP Tour 500 |
| ATP International Series / ATP Tour 250      |

#### Gra podwójna (0–1)
| Końcowy wynik | Nr | Data          | Turniej | Nawierzchnia | Partner        | Przeciwnicy                    | Wynik finału      |
| ------------- | -- | ------------- | ------- | ------------ | -------------- | ------------------------------ | ----------------- |
| Finalista     | 1. | 23 lipca 2017 | Umag    | Ceglana      | Marin Draganja | Guillermo Durán Andrés Molteni | 3:6, 7:6(4), 6–10 |